# Fritz Morel
Fritz Morel (* 30. November 1900 in Basel; † 9. Juni 1973 ebenda) war ein Schweizer Organist, Komponist, Musikpädagoge und Autor.

## Leben und Werk

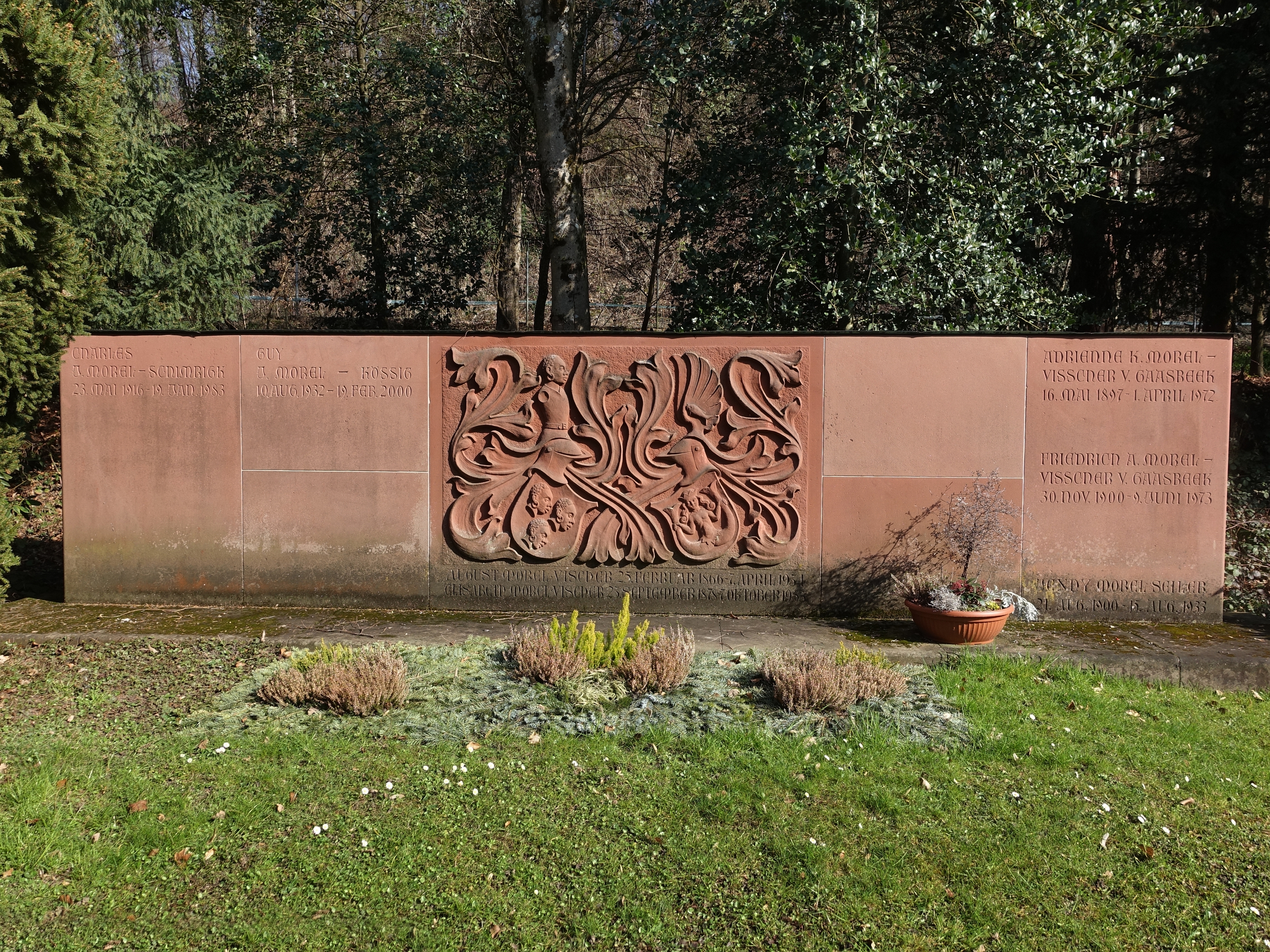
Familiengrab, Friedhof am Hörnli

Fritz Morel war ein Sohn des Bankiers August Morel (1866–1934) und der Elisabeth, geborene Vischer (1878–1953), sowie ein Enkel des Politikers, Anwalts und Bundesrichters Joseph Karl Pankraz Morel.
Fritz Morel nahm während seines Rechtsstudiums an der Universität Basel am Basler Konservatorium bei Hans Münch Orgel- und Theorieunterricht sowie bei Adolf Hamm Klavier- und Orgelunterricht. 1926 promovierte er als Jurist. Weitere Orgel- und Kompositionstudien folgten in Paris bei Marcel Dupré und Albert Schweitzer.
Wieder in Basel war Morel ab 1930 als Organist an der Lukaskapelle, ab 1932 am Zwinglihaus und von 1939 bis 1970 am Basler Münster tätig. Zudem unterrichtete er am Konservatorium. Sein Nachfolger als Münsterorganist wurde Eduard Müller. Morel war von 1933 bis 1939 Dozent an der Schola Cantorum Basiliensis, wo u. a. Hans Balmer sein Schüler war. Von 1959 bis 1973 war er der Redaktor der Zeitschrift Musik und Gottesdienst.
Fritz Morel war in erster Ehe mit Jenny, geborene Seiler (* 21. August 1900; † 15. August 1933), und in zweiter Ehe mit Adrienne, geborene Visscher van Gaasbeek (* 16. Mai 1897; † 1. April 1972) verheiratet. Sie war die älteste Tochter des Architekten Gustav Adolf Visscher van Gaasbeek (1859–1911). Ihre Schwester war die spätere Malerin und Plastikerin Greta Barth-Visscher van Gaasbeek (1899–1986), die mit einem Neffen von Paul Basilius Barth verheiratet war. Fritz Morel fand im Familiengrab auf dem Friedhof am Hörnli seine letzte Ruhestätte.